# Platyphyllum
Platyphyllum är ett släkte av insekter. Platyphyllum ingår i familjen vårtbitare.
Kladogram enligt Catalogue of Life:
| Platyphyllum | \| \| Platyphyllum camellifoliatum \| \| \| \| \| \| Platyphyllum obtusum \| \| \| \| \| \| Platyphyllum viridifolium \| \| \| \| |
|              | \| \| Platyphyllum camellifoliatum \| \| \| \| \| \| Platyphyllum obtusum \| \| \| \| \| \| Platyphyllum viridifolium \| \| \| \| |
|              | Platyphyllum camellifoliatum |
|              | |
|              | Platyphyllum obtusum |
|              | |
|              | Platyphyllum viridifolium |
|              | |